# Rouville (Sena Marítim)
Rouville és un municipi francès situat al departament del Sena Marítim i a la regió de Normandia. L'any 2007 tenia 554 habitants.

## Demografia

### Població
El 2007 la població de fet de Rouville era de 554 persones. Hi havia 190 famílies de les quals 24 eren unipersonals (8 homes vivint sols i 16 dones vivint soles), 67 parelles sense fills i 99 parelles amb fills.
La població ha evolucionat segons el següent gràfic:
Habitants censats

### Habitatges
El 2007 hi havia 208 habitatges, 196 eren l'habitatge principal de la família, 6 eren segones residències i 6 estaven desocupats. 202 eren cases i 5 eren apartaments. Dels 196 habitatges principals, 174 estaven ocupats pels seus propietaris, 19 estaven llogats i ocupats pels llogaters i 3 estaven cedits a títol gratuït; 1 tenia una cambra, 4 en tenien dues, 17 en tenien tres, 55 en tenien quatre i 119 en tenien cinc o més. 164 habitatges disposaven pel capbaix d'una plaça de pàrquing. A 74 habitatges hi havia un automòbil i a 113 n'hi havia dos o més.

### Piràmide de població
La piràmide de població per edats i sexe el 2009 era:
| Homes | Edats   | Dones |
| ----- | ------- | ----- |
| 0     | 95 o +  | 0     |
| 0     | 90 a 94 | 0     |
| 0     | 85 a 89 | 0     |
| 0     | 80 a 84 | 0     |
| 0     | 75 a 79 | 12    |
| 8     | 70 a 74 | 12    |
| 4     | 65 a 69 | 0     |
| 20    | 60 a 64 | 12    |
| 32    | 55 a 59 | 16    |
| 20    | 50 a 54 | 32    |
| 16    | 45 a 49 | 28    |
| 4     | 40 a 44 | 4     |
| 20    | 35 a 39 | 28    |
| 28    | 30 a 34 | 20    |
| 8     | 25 a 29 | 8     |
| 12    | 20 a 24 | 20    |
| 16    | 15 a 19 | 8     |
| 8     | 10 a 14 | 28    |
| 24    | 5 a 9   | 16    |
| 16    | 0 a 4   | 20    |

## Economia
El 2007 la població en edat de treballar era de 378 persones, 264 eren actives i 114 eren inactives. De les 264 persones actives 248 estaven ocupades (138 homes i 110 dones) i 17 estaven aturades (6 homes i 11 dones). De les 114 persones inactives 32 estaven jubilades, 46 estaven estudiant i 36 estaven classificades com a «altres inactius».

### Ingressos
El 2009 a Rouville hi havia 195 unitats fiscals que integraven 572,5 persones, la mediana anual d'ingressos fiscals per persona era de 16.765 €.

### Activitats econòmiques
Dels 8 establiments que hi havia el 2007, 1 era d'una empresa de fabricació d'altres productes industrials, 2 d'empreses de construcció, 3 d'empreses de comerç i reparació d'automòbils, 1 d'una empresa de transport i 1 d'una empresa d'hostatgeria i restauració.
Dels 2 establiments de servei als particulars que hi havia el 2009, 1 era una fusteria i 1 lampisteria.
L'any 2000 a Rouville hi havia 15 explotacions agrícoles que ocupaven un total de 1.090 hectàrees.

## Equipaments sanitaris i escolars
El 2009 hi havia una escola elemental integrada dins d'un grup escolar amb les comunes properes formant una escola dispersa.

## Poblacions més properes
El següent diagrama mostra les poblacions més properes.